# Ишеевка
Ише́евка — рабочий посёлок, районный центр Ульяновского района Ульяновской области. Административный центр Ишеевского городского поселения.
Население — 10 411 чел. (2021).

## География
Расположен в 7 км севернее административного центра области города Ульяновск (при этом непосредственно гранича с территорией его городского округа), на правом берегу реки Свияга на склонах Ишеевской горы.

## История
Первые упоминания о слободе Ишеевке относятся к началу XVII века («служилые татары с князем Ишеевым», Акчурины). Основана на правом берегу реки Свияга в 1625 году.
В 1648 году, в связи со строительством Симбирско-Карсунской засечной черты, в Ишеевке был поселён отряд конных казаков (50 человек), которые положили начало русскому заселению края и селение стало называться Ишеевская слобода конных казаков. Казаки несли сторожевую службу на черте и охраняли подступы к Симбирску.
Первая церковь в Ишеевке была построена в 1654 году во имя святого Николая Чудотворца.
Во второй половине XVII века положение служилых казаков резко ухудшилось, что стало причиной их активного участия в осаде Симбирска армией Степана Разина.
В начале XVIII века казаки были переселены с семьями в город Азов, а их земли проданы генерал-майору князю Сергею Михайловичу Долгорукому и дворянину Фёдору Степановичу Ивашеву.
Во время Крестьянской войны 1773—1775 Ишеевка коротковременно была занята отрядом Пугачёва.
В 1780 году, при создании Симбирского наместничества, село Николаевское Ишеевка тож вошло в состав Симбирского уезда, в котором жило 496 помещиковых крестьян.
В 1790 году Ишеевка перешла в руки дворян Степана Егоровича и Анны Афонасьевны Кротковым, которые построили здесь богатую усадьбу, развели обширный фруктовый сад и прудное рыбное хозяйство, открыли на водяном двигателе пилораму, а в 1802 году — суконную фабрику.
В 1792 году владельцем села Степаном Георгиевичем Кротковым был построен каменный храм. Престолов в нём три: главный (холодный) в честь иконы Божьей Матери, «радости всех скорбящих», и в приделах (тёплый): в правом — во имя Святителя и Чудотворца Николая и в левом — во имя святого Стефана Сурожского.
В 1802 году С. Е. Кротков построил здесь суконную фабрику, первую в Симбирском уезде.
В 1859 году в селе, в 187 дворах жило 1346 человека, была церковь, суконная фабрика, кирпичный завод.
В 1884 году открыта церковно-приходская школа.
К 1910 году в Ишеевке проживало более 2 тысяч жителей, 387 из них работали на фабрике, остальные крестьянствовали.
В середине XIX века в поселении основана суконная фабрика, на месте которой располагался современный текстильный комбинат АО «Иштекс» вплоть до 2005 года. Ишеевка являлась центром суконного производства.
В 1922 году открылась Ишеевская школа ФЗУ.
В 1930 году в селе был образован колхоз «Власть труда», а в Ишеевке в 483 дворах жило 2670 человек.
Статус рабочего посёлка присвоен указом Президиума Верховного Совета РСФСР от 27 ноября 1945 года.
В 1943—1956 годах Ишеевка был центром Ишеевского района.
Указом Президиум Верховного Совета РСФСР от 2 ноября 1956 года стал центром Ульяновского района.
Указом ПВС РСФСР от 4 сентября 1959 года центр Ульяновского района перенесен из р.п. Ишеевка в Ульяновск.
С 1 февраля 1963 года по 12 января 1965 года входил в состав Сенгилеевского промышленного района.
Указом ПВС РСФСР от 1 апреля 1977 года центр Ульяновского района снова перенесён из Ульяновска в Ишеевку.
Особое значение в истории Ишеевки имел период 1973—1987 годов, когда во главе Ульяновского района был Юрий Фролович Горячев. При нём началось масштабное строительство. Были построены: два новых детских сада (в 1977 и 1985 годах), новое здание районной поликлиники (1978), районного узла электросвязи (1978), отделение почтовой связи (1978), аптека (1980), здания районного суда и прокуратуры (1980), отделение Госбанка СССР (1980), здание общепита (кафе «Свияга», 1980), здание Районного комитета КПСС (1980, ныне районная администрация), райисполкома (1981), РОВД (1983), новое здание пожарного депо (1982), три новых жилых дома (в том числе один девятиэтажный), в верхней части посёлка был устроен новый парк и построена новая средняя школа (1980, ныне лицей) в дополнение к старой, постройки 1940 года.
С 2005 года — административный центр Ишеевского городского поселения.

Недавно, а именно в 2022 году, был создан бассейн не далеко от школ.

## Население
| 1959    | 1970    | 1979    | 1989    | 2002    | 2009    | 2010    |
| ------- | ------- | ------- | ------- | ------- | ------- | ------- |
| 5722    | ↗6062   | ↗7113   | ↗9289   | ↗10 032 | ↗10 420 | ↘10 383 |
| 2011    | 2012    | 2013    | 2014    | 2015    | 2016    | 2017    |
| ↘10 379 | ↘10 365 | ↗10 442 | ↗10 513 | ↗10 618 | ↗10 765 | ↗10 856 |
| 2018    | 2019    | 2020    | 2021    |         |         |         |
| ↘10 820 | ↗10 885 | ↘10 862 | ↘10 411 |         |         |         |

Наблюдается миграция населения из областного центра в Ишеевку, куда оно переезжает на место жительства. Основаниями для переезда служат тишина посёлка и одновременно близость к Ульяновску, с которым налажено постоянное транспортное сообщение в виде нескольких маршрутов маршрутного такси.

## Экономика
С 2006 года фабрика обанкрочена. Все имущество распродано. Суконное производство закрыто. Население поселка сокращается и в 2006 году составляло около 12 тысяч человек. Источником доходов жителей поселка является мелкотоварное производство, торговля, пенсии и пособия по безработице. Значительная часть населения работает в Ульяновске.
Предприятия:
- ООО ТД Иштекс (суконное производство в старых корпусах текстильной фабрики)[26]
- Симбирск-Блок.рф
- Фабрика межкомнатных дверей «Ишеевские двери»[27].
- Фабрика матрацев «Classica»[28].
- ПО «Комбинат общественного питания» (производство кондитерских изделий, известных как Ишеевские торты[29]).

## Транспорт
- Через юго-восточную часть посёлка проходит оживлённая автотрасса «Ульяновск — Ундоры».
- Из Ишеевки в Ульяновск через весь посёлок регулярно ездят пригородные маршрутные такси 90 «Университет — Ишеевка». Также через юго-восточную часть населённого пункта (по улице Строителей и улице Новокомбинатовской) проходят пригородное маршрутное такси 111 «Ундоры — Ульяновск» и междугородний автобус 511 «Тетюши — Ульяновск». Автостанция в Ишеевке (для пригородных автобусов из Ульяновска) существовала до 2000-х годов, но с распространением маршрутных такси и продлением маршрутов далее, до ЦРБ Ульяновского района, была переоборудована под магазин. Сейчас конечная остановка располагается в другом месте.
- Ближайшая железнодорожная станция располагается в 3 км к юго-западу в ст. Лаишевка, ближайший железнодорожный вокзал в 16,57 км к югу, в городе Ульяновск.

## Природа
В окрестностях посёлка расположены поля, остепнённые склоны и обширные луга в пойме реки Свияга.
В 1976 году организован памятник природы Брехово болото площадью 112 га.

## Инфраструктура
- Две средних школы (основная ОШ и лицей), 5 детских садов
- районный дом культуры с 3D кинозалом «Звёздный» и детской школой искусств (новое многоэтажное кирпичное здание было построено в 1991 году)
- ФОК имени Матросова-бассейн
- детско-юношеская спортивная школа
- два стадиона (основной стадион ф/к Текстильщик и стадион Ишеевского лицея)
- центральная районная больница
- два банковских отделения (один из них Сбербанка России и один Россельхозбанка)
- отделение почты России
- два расчётно-кассовый центр
- четыре торговых центра
- два супермаркета сети Магнит
- три супермаркета сети Пятёрочка
- супермаркет сети Гулливер
- девять аптек
- РОВД
- районная прокуратура
- районный суд
- пожарная часть
- конно-спортивная школа
- три кафе
- две автошколы
- районный совет ветеранов
- продуктовый рынок
- две котельных
- 5 пвз валберез и 4 озон
- парикмахерские, платная стоматология
- магазин "Находка"

## Религия
Православные храмы
- Церковь иконы Божией Матери "Всех скорбящих Радость" -(открыта в 1995 году);
- Церковь Дмитрия Солунского в честь погибших воинов (была заложена 8 мая 2014 года);
- Церковь Иоанна Златоуста

Мечети
- Мечеть «Ислам Нуры» (открыта 11 августа 1996 года, вмещает 300 верующих)[31].

## Достопримечательности
- Памятник М. А. Гимову
- Обелиск односельчанам, погибшим в годы Великой Отечественной войны (к 25-летию со дня Победы, 1970 г.)[32].
- Памятник солдату, погибшему в годы Великой Отечественной войны (2006 г.) Скульптор Клюев О.А.[33]

- Аллея мудрости (парк)
- Бюст Ю. Ф. Горячева работы ульяновского скульптора Клюева около здания районной администрации, открытый в 2010 году.
- Группа бюстов Героям Советского Союза и Герою России — полковнику Николаю Семеновичу Герасимову[32], старшему лейтенанту Андрею Васильевичу Шигаеву, гвардии рядовому Александру Матвеевичу Матросову[32] и гвардии рядовому Николаю Константиновичу Джорджадзе.
- Поселения: «Торфоболото I», «Торфоболото II», «Торфоболото III», «Курганная группа» — памятники археологии государственного значения[34];
- Брехово болото[35].

## Известные люди, связанные с Ишеевкой
- Герой Советского Союза лётчик Н. С. Герасимов (1911—1960). В 1913—1921 годах жил в Ишеевке. В 1925—1930 гг. работал на Ишеевской суконной фабрике помощником мастера.
- Герой России Н. К. Джорджадзе (1976—1995). Родился и жил в Ишеевке. Работал на суконной фабрике с 2.09.1991 по 27.06.1994 года. Его имя носит Ишеевский общеобразовательный лицей, на здании которого есть мемориальная доска.
- Тюрин Юрий Александрович — российский политик, с 2015 по 2018 год Глава города Ижевска.
- Головин Пётр Петрович — советский и российский педагог. Народный учитель СССР (1988)[36].
- Букин, Александр Васильевич – депутат Законодательного собрания области, бывший министр ЖКК региона и глава администрации Ульяновска. Александр Букин пришел в политику из системы образования. Руководил Ишеевской средней школой. Почётные граждане Ульяновска[37].

## Галерея
- Аллея мудрости на улице Ленина в центре Ишеевки
- Центральная площадь
- Обелиск в честь 30-летия Победы в Великой Отечественной войне и парк в новой (верхней) части посёлка
- Бюсты героев (Н.С. Герасимова, А.М. Матросова и Н.К. Джорджадзе) в парке в новой (верхней) части посёлка
- Ишеевка, памятник Ленину.